# Gualter I de Nantes
Gualter I de Nantes fou bisbe de Nantes des de vers 959 a la seva mort el 981. Va succeir com a bisbe a Hedrem. Alguns historiadors pensen que podria ser fill d'Alan II Barbitorte de Bretanya, però no està documentat com a tal a les fonts contemporànies. En tal cas Hoel I de Bretanya seria el seu germà o germanastre.
Va morir el 981 i llavors Hoel I de Bretanya va fer elegir com a bisbe al seu germà Guerech.